# 12137 Williefowler
12137 Williefowler è un asteroide della fascia principale. Scoperto nel 1960, presenta un'orbita caratterizzata da un semiasse maggiore pari a 2,6523148 UA e da un'eccentricità di 0,0242982, inclinata di 5,32104° rispetto all'eclittica.